# 阿喀琉斯鎮區 (堪薩斯州羅林斯縣)
阿喀琉斯鎮區（英語：Achilles Township）為美國堪薩斯州羅林斯縣轄下的鎮區。2010年美国人口普查中該鎮區人口有46人。

## 地理
阿喀琉斯鎮區涵蓋總面積為132.4平方（51.1平方英里），其中13,237平方（5,111平方英里）為陸地，003平方（1.2平方英里）或0.02%為水域。海拔高度855（2,805英尺）。

## 人口統計
根據2010年美國人口普查，阿喀琉斯鎮區人口有46人，住房26戶，人口密度為0.35人/每平方公里。此鎮區居民之種族中，白人有42人，非裔美國人有0人，美洲原住民有0人，亞裔美國人有0人，太平洋島裔美國人有0人，其他種族有4人，混血種族則有0人。此外此鎮區有0人為西班牙裔或拉丁裔美國人。